# International Fight League
International Fight League – nieistniejąca już amerykańska organizacja mieszanych sztuk walki (MMA). Głównym aspektem który różnił IFL od innych organizacji MMA były konfrontacje zespołów na galach, a nie tylko pojedyncze walki. 31 lipca 2008 roku organizacja została kupiona przez korporację ZUFFA (właściciela UFC) z powodu problemów finansowych i została zamknięta.

## Historia IFL
Organizacja została założona 7 stycznia w 2006 roku, a pierwsza gala została zorganizowana 29 kwietnia tego samego roku. Założycielem był Kurt Otto. Gale były transmitowane przez Fox Sports Net oraz MyNetworkTV. Walki były toczone na ringu. 15 sierpnia 2008 roku były plany zorganizowania gali w New Jersey na sześciokątnym ringu zwanym "Hex" ale nie zrealizowano tego pomysłu..
W 2008 roku IFL popadło w poważne problemy finansowe więc zaczęto szukać nowych inwestorów. Została wprowadzona redukcja pracowników oraz zawodników którzy pracowali i występowali w IFL. Jeszcze w tym samym roku została ogłoszona sprzedaż organizacji. 17 lipca 2008 roku właściciele ZUFFA zaczęli negocjować wykupienie aktywów (m.in. kontraktów czołowych zawodników) IFL.
30 czerwca 2008 ZUFFA kupiła i rozwiązała International Fight League. Dwa miesiące później 31 października HDNet wykupiło pozostałości po organizacji IFL za sumę 650 tys. $.

### Zespoły
W latach 2006–2007 IFL prowadziło konfrontacje zespołów które walczyły między sobą o mistrzostwo. Zespoły składały się z pięciu zawodników (oraz rezerwowych) którzy startowali w pięciu kategoriach wagowych. Zespoły które startowały w rozgrywkach to:
- Chicago Red Bears
- Los Angeles Anacondas
- New York Pitbulls
- Nevada Lions
- Portland Wolfpack
- San Jose Razorclaws
- Seattle Tiger Sharks
- Southern California Condors
- Tokyo Sabres
- Toronto Dragons
- Tucson Scorpions
- Quad City Silverbacks

W 2008 roku wprowadzono organizację walk między szkołami walki. Szkoły które startowały w rozgrywkach to:
- American Top Team (obóz IFL)
- Lion's Den
- Midwest Combat
- Miletich Fighting Systems (obóz IFL)
- Renzo Gracie Academy
- World Class Fight Center
- Team Bomb Squad
- Team Prodigy
- Team Quest (obóz IFL)
- Team Tompkins

## Zasady
Główne zasady oraz akcje zabronione zostały utworzone i zatwierdzone przez New Jersey State Athletic Control Board w skrócie NJSACB z których IFL korzystało, ale wprowadziło kilka zmian m.in.:
- Pojedynek trwał trzy rundy po 4 minuty.
- Zabronione były ciosy łokciami w twarz przeciwnika.
- Jeżeli po trzech rundach sędziowie punktowali remis, toczona była czwarta trzyminutowa runda.

## Kategorie wagowe
- piórkowa
- lekka
- półśrednia
- średnia
- półciężka
- ciężka

## Mistrzowie
| Kategoria  | Waga            | Mistrz                | Mistrz            | Okres                   |
| Kategoria  | Waga            | Nazwisko              | Kraj              | Okres                   |
| ---------- | --------------- | --------------------- | ----------------- | ----------------------- |
| Ciężka     | 120 kg / 265 lb | Roy Nelson            | Stany Zjednoczone | 29.12.2007 - 16.05.2008 |
| Półciężka  | 93 kg / 205 lb  | Uładzymir Maciuszenko | Białoruś          | 03.11.2007 - 04.04.2008 |
| Średnia    | 84 kg / 185 lb  | Dan Miller            | Stany Zjednoczone | 16.05.2008              |
| Półśrednia | 77 kg / 170 lb  | Jay Hieron            | Stany Zjednoczone | 29.12.2007 - 04.04.2008 |
| Lekka      | 70 kg / 155 lb  | Ryan Schultz          | Stany Zjednoczone | 29.12.2007 - 16.05.2008 |
| Piórkowa   | 66 kg / 145 lb  | Wagnney Fabiano       | Brazylia          | 29.12.2007 - 04.04.2008 |

## Tryumfatorzy zespołowych mistrzostw
- Sezon 2006 (pierwsza połowa sezonu) - Quad City Silverbacks
- Sezon 2006 (druga połowa sezonu) - Quad City Silverbacks
- Sezon 2007 - New York Pitbulls
- Sezon 2008 - brak tryumfatora z powodu przerwania rozgrywek przez problemy finansowe IFL.